# James Scullin
James Henry Scullin (18 septembre 1876, Trawalla, Victoria – 28 janvier 1953, Melbourne, Victoria), est un homme d'État travailliste australien qui est le 9e Premier ministre d'Australie.

## Biographie
John Scullin, son père, un cheminot et Ann Logan, sa mère, sont deux catholiques irlandais originaires de Derry. Il est le premier Premier ministre de religion catholique et d'origine irlandaise et s'illustre aussi par son absence de consommation d'alcool et de tabac ce qui est exceptionnel à l'époque.
Après ses études primaires, il travaille chez un épicier à Ballarat tout en continuant de s'instruire en cours du soir et en exerçant ses talents d'orateur dans les clubs de la région. Il rejoint le parti travailliste en 1903 et devient un dirigeant de l'Union des travailleurs australiens, puis rédacteur en chef de l'« Evening Echo », le journal du parti travailliste à Ballarat. 
Il est élu député de Ballarat pour la première fois en 1906 et perd son siège quatre ans plus tard. Il est réélu en 1922 à Melbourne et devient chef du parti travailliste en 1928, après la démission de Matthew Charlton.
En 1929, le gouvernement conservateur de Stanley Bruce est renversé sur ses projets de loi de libéralisation du secteur industriel et le parti travailliste remporte une écrasante (46 sièges sur 75) victoire aux élections qui s'ensuivent à la Chambre des Députés mais pas au Sénat. James Scullin prend ses fonctions de premier Ministre le 22 octobre, deux jours avant le jeudi noir du Krach de 1929.
La dépression économique qui s'ensuit frappe durement l'Australie en 1930 avec l'effondrement des exportations des produits agricoles et entraine un chômage massif. Le gouvernement, déchiré par des conflits internes entre le Ministre des Finances, Ted Theodore, ardent partisan des idées Keynesiennes sur la relance de l'économie par l'investissement public, et ses collègues Joseph Lyons et James Fenton partisans d'une politique déflationniste, ne sait pas faire face à la crise.
En juin 1930, Ted Theodore doit démissionner après avoir été mis en cause dans l'« affaire Mungana » et Scullin prend le portefeuille des finances. La situation empire lorsque Scullin part pour Londres afin d'obtenir des prêts et assister à la « Conférence impériale ». Il y obtient des prêts à taux réduit et réussit à obtenir du roi George V son accord pour désigner Isaac Isaacs comme premier Gouverneur général d'origine australienne et cela malgré la répugnance du Roi sur ce choix et la forte opposition des Conservateurs australiens qui voient là une tentative de comportement républicain.
L'absence de Scullin du pays pendant toute la deuxième moitié de 1930 permet à Fenton (qui assure les fonctions de Premier Ministre) et Lyons (qui assure celle de Ministre des Finances) de poursuivre leur politique déflationniste malgré une vive opposition des députés travaillistes. Scullin informé de la situation principalement par Fenton et Lyons et sur les avis des conseillers de la Banque d'Angleterre, croit devoir se résoudre à des coupes claires dans les dépenses de l'État malgré les conséquences sociales désastreuses qu'elles engendrent. Cette décision conduit à de sérieux affrontements au sein du gouvernement et fait voler en éclats l'unité du parti.

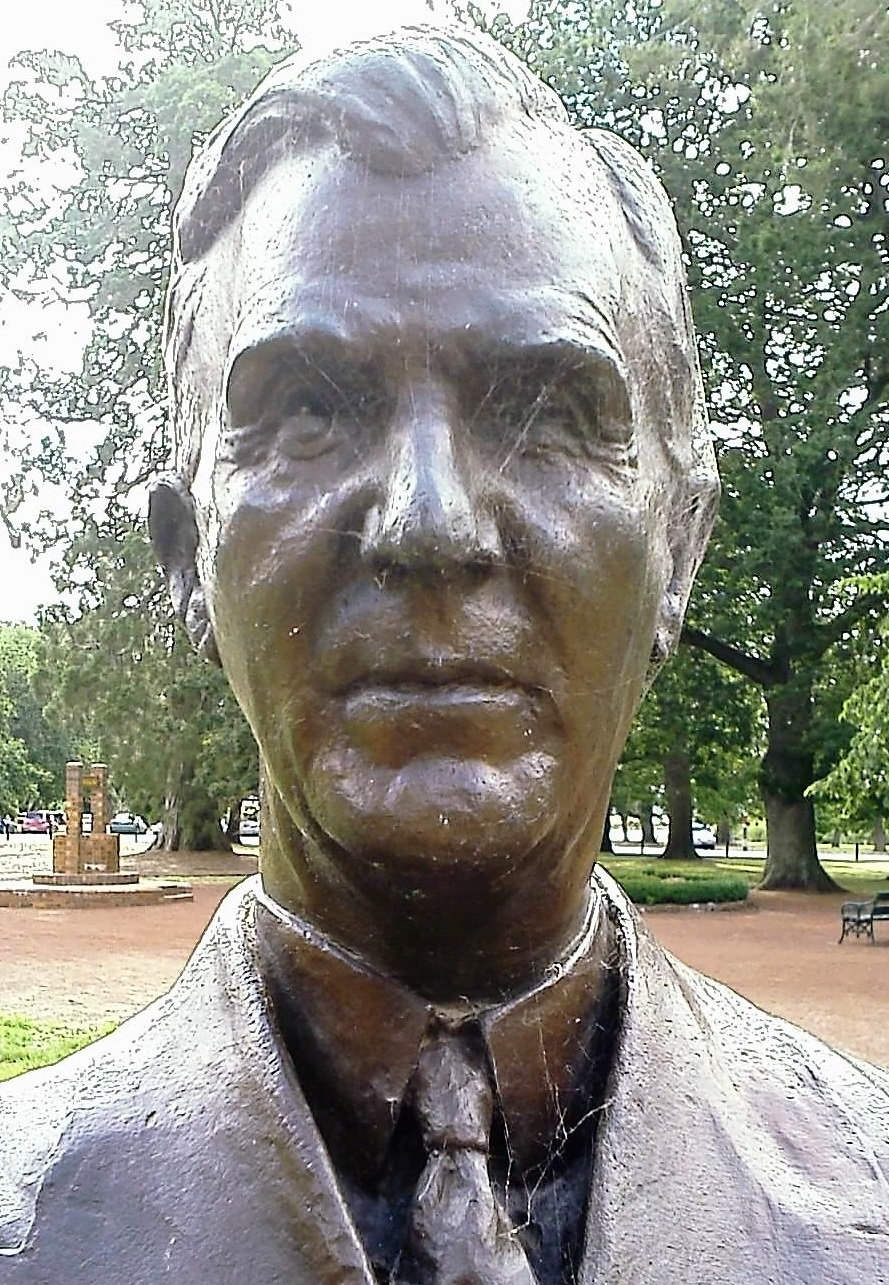
Buste de James Scullin à Ballarat.

En janvier 1931, Scullin retourne en Australie et nomme à nouveau Ted Théodore au poste de Ministre des Finances. Lyons, Fenton et leurs alliés quittent le gouvernement en signe de protestation et créent un nouveau parti d'opposition, « the United Australia Party ». Sur son aile gauche, un certain nombre de députés, conduits par le chef du parti travailliste de Nouvelle Galles du Sud, Jack Lang, forment un groupe de tendance plus radicale au sein du parti ce qui prive Scullin de majorité à la chambre des députés à partir de mars 1931. Cependant le groupe radical ne souhaite pas provoquer la chute du gouvernement et celui-ci peut continuer de fonctionner jusqu'en novembre 1931. Finalement, le 25 novembre 1931, ce groupe « langiste » accuse le gouvernement d'incompétence et vote avec l'opposition une motion de censure qui provoque la chute du gouvernement et de nouvelles élections.
Le parti travailliste connait une sérieuse défaite et passe de 46 à 14 députés et Joseph Lyons, chef du « United Australia Party », devient premier Ministre. 
Scullin reste à la tête du parti travailliste et perd à nouveau les élections de 1934. Il démissionne de son poste de chef du parti, reste simple député et devient un conseiller écouté de ses successeurs travaillistes John Curtin et Ben Chifley.
Il se retire de la vie politique en 1949 et meurt à Melbourne en 1953 à l'âge de 76 ans